# رمان‌های بزرگ کلاسیک چین

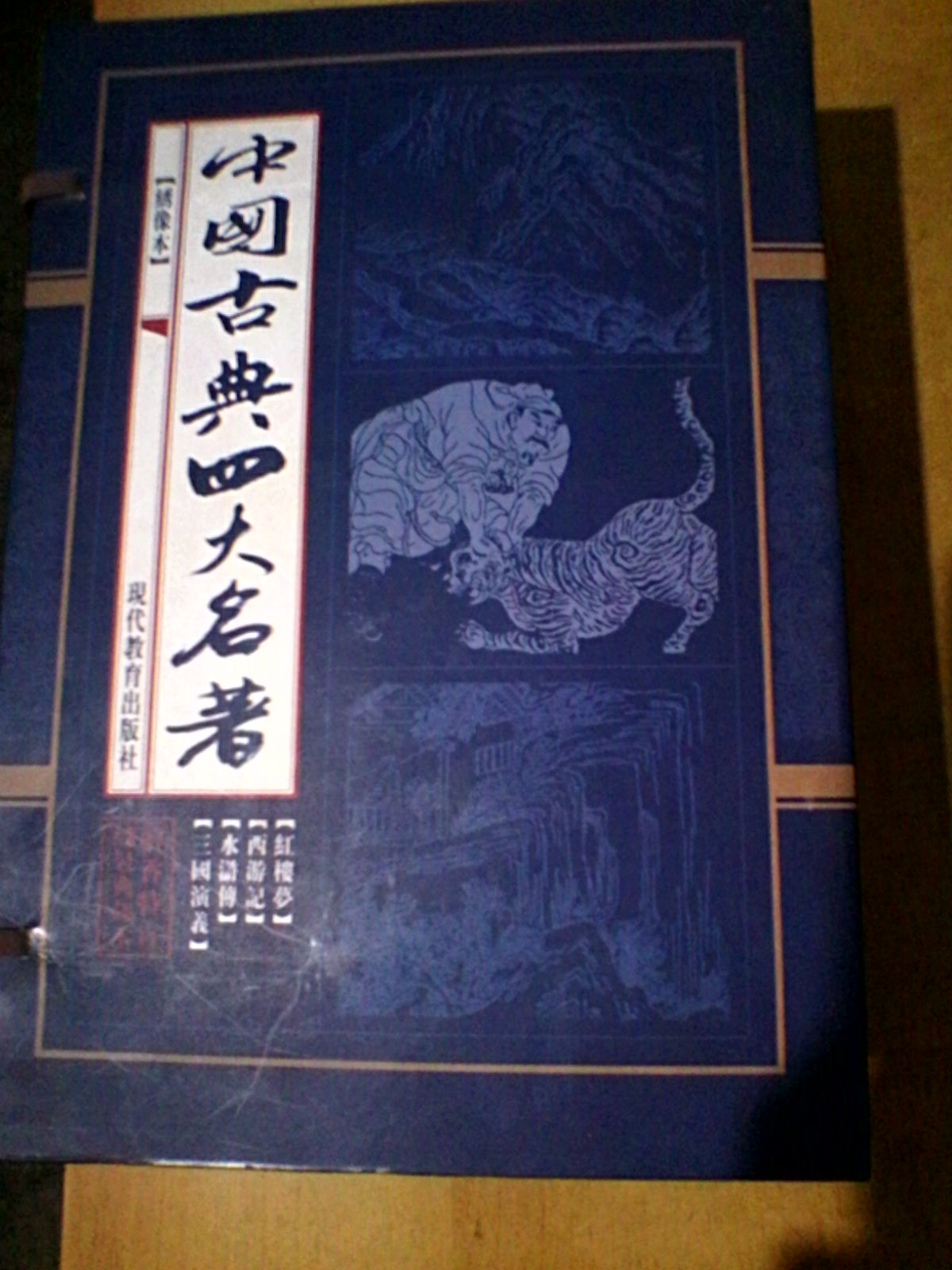
رمان های بزرگ کلاسیک چین

رمان‌های بزرگ کلاسیک چین (به انگلیسی: Classic Chinese Novels) شامل چهار رمان بزرگ کلاسیک و کهن ادبیات چین است که شامل داستان عاشقانهٔ سه‌پادشاهی، سفر به باختر، لب آب و رؤیای تالار سرخ است.